# Gerard Jansink
G.H.A.M. (Gerard) Jansink (Losser, 1943) is een bestuurder en publicist.
Gerard Jansink studeerde aan het kleinseminarie van OMI in Valkenburg, gevolgd door noviciaat in Evertsoord (gemeente Sevenum). Hij volgde een studie filosofie in Velaines (België) en Gijzegem (België) en twee jaar theologie in Gijzegem. Vervolgens behaalde hij de doctorale studie Franse Taal-en Letterkunde aan de Katholieke Universiteit Nijmegen met als bijvakken filosofie en didactiek van de Franse taal. Gerard Jansink was van 1973 tot 1974 leraar Frans aan het Katholiek Gelders Lyceum te Arnhem en van 1974 tot 1987 leraar Frans, brugklasleider, conrector en waarnemend rector aan het Nederrijn College (tegenwoordig Olympus College) te Arnhem. 
Jansink nam in 1987 het rectoraatschap van het St.-Willibrord Gymnasium over van Martien van Pinxteren en werd daarmee de eerste niet-religieus die deze schoolinstelling, voortkomend uit een klein seminarie, ging leiden. In 1993 moest hij vanwege ernstige gezondheidsklachten afscheid nemen, waarna zijn taak werd waargenomen door Cees Wouters, toenmalig conrector. Deze zou uiteindelijk ook de nieuwe rector worden.
Jansink publiceerde diverse boeken (zie onderstaande bibliografie). Ook schreef hij een toeristische gids over Deurne en wandel- en fietsroutes voor VVV Deurne en Regio-VVV Zuidoost Brabant. Hij is bovendien van 1998 tot en met 2004 eindredacteur geweest van de Uit- en Recreatiekrant De Peel. 
Daarnaast was en is Jansink actief in talloze stichtingen en andere organisaties. In 2001 ontving hij de zilveren legpenning van de Gemeente Deurne. Hij werd in 2008 geridderd in de Orde van Oranje-Nassau.
Jansink is getrouwd en heeft twee kinderen, een zoon en een dochter.

## Functies
- voorzitter van de Stichting Willibrord
- secretaris van de Stichting Steun Welzijnszorg

- International Standard Name Identifier: 0000 0004 4723 5122
- Nederlandse Thesaurus van Auteursnamen: 157896137
- Virtual International Authority File: 285677311
- WorldCat: E39PBJjHbgbctCB4J9GgvRGJXd